# Dan Ciocan
Dan Ciocan (n. 15 februarie 1960, Grădinile, Olt, România) este un deputat român, ales în 2012 din partea Partidului Social Democrat.